# Garucu
Garucu, embarcación árabe del Golfo Pérsico destinada a la pesca o a la navegación de cabotaje. Su eslora es de treinta y cinco a sesenta pies y la quilla que tiene únicamente el tercio de dicha longitud, continúa elevándose por el codaste, haciéndolo oblicuamente por la roda hasta la línea de agua en una extensión mayor que el tercio de la eslora. Es de mucha manga, poco calado, fondos planos, extremidades finas y miembros a la europea. Lleva un contracodaste hecho firme por medio de curvas horizontales que sobresalen para formar una especie de horquilla en la cual descansa el timón. Este se mueve por medio de dos cabos amarrados a un arbotante que sale del azafrán. Los garucus de mayores dimensiones llevan dos palos con velas al tercio y los más pequeños sólo uno. Unos y otros aguantan mucha vela.
- Datos: Q5875574